# Bettine von Borries
Bettine von Borries (eigentlich: Bettina von Borries; * 23. April 1971 in München) ist eine deutsche Drehbuchautorin.

## Leben
Bettine von Borries wurde als zweites Kind des Studienrats Ernst von Borries und der Schriftstellerin Erika Kumm-von Borries, geb. Kumm, in München geboren, wo ihr Vater ein Privatgymnasium leitete. Nach dem Abitur studierte sie Germanistik, Philosophie und Geschichte in München und Berlin. Von 1996 bis 2003 war sie Lektorin und Pressesprecherin bei verschiedenen Buchverlagen. Heute lebt sie als Drehbuchautorin und Journalistin in Berlin und Südfrankreich.

## Familie
Bettine von Borries ist die Schwester des Regisseurs Achim von Borries, mit dem sie u. a. das preisgekrönte Drehbuch zu Mullewapp – Das große Kinoabenteuer der Freunde schrieb.

## Filmografie (Auswahl)
- 2007: Die drei Räuber
- 2009: Mullewapp – Das große Kinoabenteuer der Freunde
- 2009: Unter Verdacht – Der schmale Grat
- 2011: Hexe Lilli – Die Reise nach Mandolan
- 2013: Die kleine Meerjungfrau
- 2016: Jeder stirbt für sich allein (Alone in Berlin)
- 2022: Babylon Berlin (Fernsehserie)